# Scopula subpartita
Scopula subpartita là một loài bướm đêm trong họ Geometridae.